# Institutul de Radio-Astronomie Max-Planck

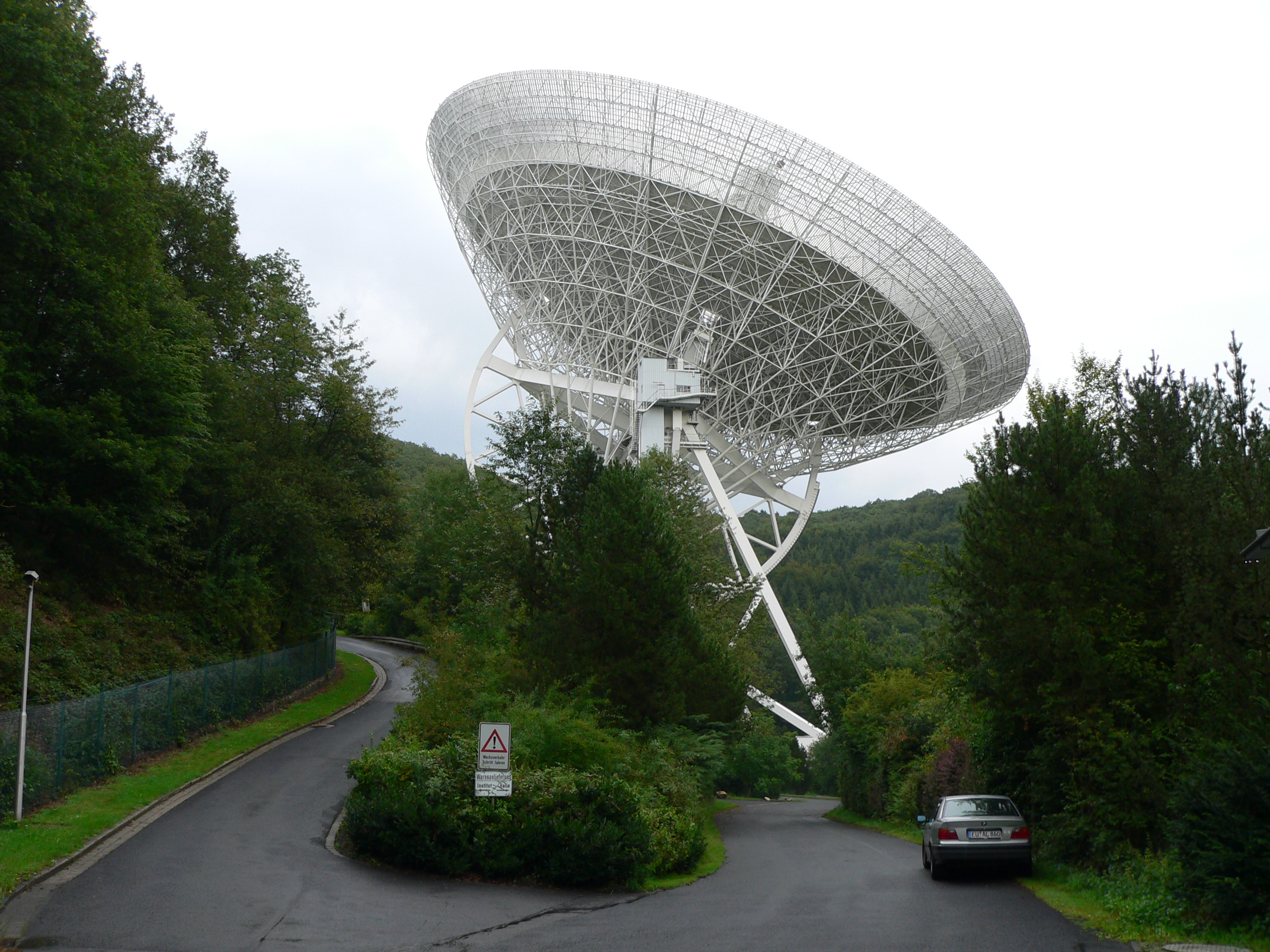
Radiotelescopul Effelsberg

Institutul de Radio-Astronomie Max-Planck (MPIfR) se află situat în Bonn cartierul „Endenich”, landul Renania de Nord-Westfalia. Instititul se ocupă în special cu studii în domeniul astronomiei și în domeniul astronomic infraroșu. Institutul a fost întemeiat în scopul radioastronomiei în anul 1966. De aici a fost coordonat construirea Radiotelescopului Effelsberg de lângă Bad Münstereifel care a fost dat în folosință în anul 1972.